# Nguyễn Thị Đạo
Nguyễn Thị Đạo (chữ Hán: 阮氏禱; ? – 7 tháng 4, 1516), còn gọi là Khâm Đức hoàng hậu (欽德皇后), là một hoàng hậu Nhà Hậu Lê, chính cung của hoàng đế Lê Tương Dực. Bà cùng Uy Mục Trần hoàng hậu là 2 vị hoàng hậu duy nhất được sắc phong lúc còn sống của nhà Hậu Lê.

## Tiểu sử
Khâm Đức hoàng hậu là con gái viên quản lĩnh ở hương Văn Giang (nay là huyện Văn Lang, tỉnh Bắc Ninh). Vốn là người có đức hạnh, nhanh chóng được Tương Dực Đế để ý đến và sủng ái. Sau đó, bà được chính thức phong làm Hoàng hậu, một trường hợp hiếm hoi trong lịch sử Hậu cung nhà Lê, khi các vị hoàng hậu Cung Từ Cao hoàng hậu, Tuyên Từ Văn hoàng hậu, Huy Gia Thuần hoàng hậu,...đều chỉ được phong sau khi qua đời.
Bà sinh ra 3 hoàng nữ: con cả tên Thọ Túc (壽肅), được phong Bảo Phúc công chúa (宝福公主); con thứ 2 là Thọ Nguyên (壽元) và con út là Thọ Kính (壽敬) đều chưa được phong.
Năm Hồng Thuận thứ 8 (1516), Tương Dực Đế bị đại thần Nguyên quận công Trịnh Duy Sản giết. Hoàng hậu nghe biến cố xảy ra, bàng hoàng chạy ra điện Mục Thanh, nhảy vào lửa để chết theo ông. Quan quân đem thi hài cả hai người về táng ở mộ phần thuộc xã Mỹ Xá, huyện Ngự Thiên (nay là xã Phú Sơn huyện Hưng Hà tỉnh Thái Bình).
Về sau, Chiêu Tông Thần hoàng đế lên ngôi, đặt tên mộ phần là Nguyên Lăng (元陵), truy dâng tôn thụy là Khâm Đức Thuận Liệt Đôn Tiết hoàng hậu (欽德順烈敦節皇后).